# 3913 Чемін
3913 Чемін (3913 Chemin) — астероїд головного поясу, відкритий 2 грудня 1986 року.
Тіссеранів параметр щодо Юпітера — 3,406.